# CP Lausanne
Der Club des Patineurs de Lausanne war ein Schweizer Eissportclub aus Lausanne, der in den 1910er Jahren zu den erfolgreichsten Eishockeyklubs des Landes gehörte.

## Geschichte
Der Klub wurde 1908 gegründet und war zudem eines der Gründungsmitglieder der Schweizer Meisterschaft. 1911 gewann der Klub die nationale Schweizer Meisterschaft, als er im Finale den HC Bellerive Vevey  mit 6:4 besiegte. 1912 und 1913 wurde der Club jeweils Vizemeister. Darüber hinaus nahm der Club am Coupe de Chamonix 1909 und an den Eishockeyturnieren in Les Avants (1911 und 1914) teil.
Zwischen 1915 und 1919 nahm der CPL auch an der internationalen Schweizer Meisterschaft teil. 1916 erreichte der CP Lausanne das Finale um die internationale Meisterschaft, welches er mit 2:7 gegen den Akademischen EHC Zürich verlor. Außerdem erreichte er im gleichen Jahr das Finale der nationalen Meisterschaft, welches mit 1:7 gegen den HC Bern verloren ging.
1922 wurde der Klub eingeladen, an einem Eishockeyturnier in St. Moritz teilzunehmen. Im Rahmen dieses Turniers wurde von einigen Mitgliedern der Patineurs beschlossen, einen eigenständigen Eishockeyclub namens Lausanne Hockey Club zu gründen. Daher wird heute der CP Lausanne teils als Vorgängerverein des Lausanne HC angesehen.